# Conforama
Conforama – sieć wielkopowierzchniowych sklepów zajmujących się sprzedażą detaliczną elementów wyposażenia domów: mebli, elektroniki użytkowej, oświetlenia i produktów dekoracyjnych. 
Conforama od roku 2011 należy do południowoafrykańskiej grupy Steinhoff International. Jest obecna w 8 krajach: Francja, Hiszpania, Szwajcaria, Portugalia, Luksemburg, Włochy, Chorwacja i Serbia. Posiada 337 sklepów, z czego 235 we Francji oraz prawie 14000 pracowników (stan na koniec 2018 roku). 
Grupa Conforama posiada własną sieć biur zakupów i kontroli jakości SISL (Steinhoff International Sourcing and Logistics) zlokalizowanych w Azji, Ameryce Południowej i Europie.
W latach 1998–2010 Conforama miała swój oddział w Polsce i prowadziła trzy sklepy (dwa w Warszawie i jeden w Katowicach).